# Міхурник
Міху́рник (Colutea) — рід рослин родини бобових. Листопадні, переважно неколючі чагарники з непарноперистим листям.

## Опис
Квітки метеликового типу, зазвичай жовті, в китицях пазух. Плоди — багатосім'яні роздуті боби (звідси назва).

## Поширення
Близько 25 видів, в Південній Європі, Північно-західній і Східній Африці, в Західній і Центральній Азії. У екс-СРСР 13 видів (Середня Азія, Кавказ, Крим); 10 видів культивують як декоративні, частіше за інших — М. деревоподібний (Colutea arborescens).

## Види
- Colutea abyssinica
- Colutea afghanica
- Colutea arborescens
- Colutea atlantica
- Colutea cilicica
- Colutea delavayi
- Colutea gifana
- Colutea gracilis
- Colutea komarovii
- Colutea media
- Colutea nepalensis
- Colutea orientalis
- Colutea paulsenii
- Colutea persica
- Colutea porphyrogramma
- Colutea uniflora